# Plesthenus gelon
Plesthenus gelon là một loài bọ cánh cứng trong họ Passalidae. Loài này được Schaufuss miêu tả khoa học năm 1885.